# Nguyễn Thị Lan Anh (nhà báo)
Nguyễn Thị Lan Anh là phóng viên người Việt Nam, là nhân viên chính thức của Văn phòng đại diện báo Tuổi Trẻ tại Hà Nội từ năm 2003. Lan Anh được phân công theo dõi ngành y tế và có nhiều bài viết về hoạt động của ngành. Ngày 20 tháng 5 năm 2004, cùng với báo Nhân Dân và báo Lao Động, báo Tuổi Trẻ đã đăng bản tin nêu nội dung công văn số 3497/YT/QLD ngày 19-5-2004 của Bộ trưởng Bộ Y tế Trần Thị Trung Chiến về việc "Đề nghị Thủ tướng Chính phủ giao Bộ Kế hoạch đầu tư làm đầu mối với các bộ, ngành, tổ chức thanh tra, kiểm tra toàn diện Công ty Zuellig Pharma VN".
Ngày 6 tháng 1 năm 2005, cơ quan an ninh điều tra Bộ Công an đã khởi tố Nguyễn Thị Lan Anh với tội danh: "Chiếm đoạt, mua bán, tiêu hủy tài liệu bí mật Nhà nước" quy định tại điều 263 Bộ luật hình sự. kèm theo quyết định này, cơ quan điều tra cũng đã yêu cầu Lan Anh không được đi khỏi nơi cư trú. Theo cơ quan này, công văn trong bài viết trước đó nằm trong danh mục tài liệu mật của Bộ Y tế, do đó, việc đăng tải nội dung công văn là vi phạm quy định của pháp luật Việt Nam. Cùng ngày báo Tuổi Trẻ đưa thông tin này, báo Nhân Dân và Lao Động cũng đăng tải với nội dung tương tự. Trong khoảng thời gian từ tháng 10 năm 2003 đến ngày 20 tháng 5 năm 2004, phóng viên Lan Anh đã có 19 tin, bài viết trên Tuổi Trẻ phản ánh hoạt động thao túng thị trường công ty Zuellig Pharma Việt Nam.
Cơ quan điều tra cũng khởi tố Nguyễn Mạnh Cường (nhân viên phòng hành chính Bộ Y tế) vì cho rằng ông đã lén lút sao chép công văn để chuyển cho Lan Anh. Trong suốt quá trình điều tra, nhà báo Lan Anh không thừa nhận đã liên kết với Cường để lấy công văn nói trên của Bộ Y tế và cũng không chuyển công văn này cho phóng viên Trung Hiếu (báo Nhân Dân) và phóng viên Đặng Thị Thanh Tâm (báo Lao Động).
Việc khởi tố phóng viên Lan Anh đã gây nhiều phản ứng và tranh luận trong dư luận Việt Nam về động cơ đăng tải thông tin của nhà báo, về lợi ích công và như thế nào là "tài liệu mật" theo quy định của Bộ luật hình sự nước này.
Chiều ngày 22 tháng 4 năm 2005, Nguyễn Thị Lan Anh đã ký nhận các quyết định: đình chỉ điều tra vụ án hình sự, đình chỉ điều tra bị can, hủy bỏ biện pháp cấm đi khỏi nơi cư trú. Các quyết định này do Viện kiểm sát nhân dân tối cao tống đạt.